# 조청희
조청희(趙靑熙, 1961년 12월 11일 ~ )는 KBO 리그 한화 이글스의 트레이닝 코치이다.

## 출신 학교
- 대구초등학교
- 경운중학교
- 충암고등학교
- 건국대학교

## 코치 경력
- 2011.6 ~ 2011.8 :몽골야구협회 유소년 야구팀 수석 코치 / 한화 이글스 트레이닝 코치
- 2012 : 고양 원더스 트레이닝 코치